# SN 2011hv
SN 2011hv – supernowa typu Ia odkryta 17 listopada 2011 roku w galaktyce NGC 7589. W momencie odkrycia miała maksymalną jasność 18,10m.